# バッファロー・セイバーズ
バッファロー・セイバーズ (Buffalo Sabres) は、アメリカ合衆国ニューヨーク州バッファローを本拠としているナショナルホッケーリーグ (NHL) 所属のプロアイスホッケーチームである。
2024年時点のNHLで、プレーオフ進出およびプレーオフ1回戦突破から最も遠ざかっているチームである。

## 歴史

### チーム創設から1980-1981シーズンまで
バッファロー・セイバーズは1970年にNHLに加盟した。その前身は、AHLのバッファロー・バイソンズ (Buffalo Bisons) であり、バイソンズは同リーグで数年の間強豪チームとして成功を収めていた。チームの発足は順調で、オフシーズンのNHLドラフトでも全指名順位中第1位で後の殿堂入り選手のセンター、ジルベール・ペロー (Gilbert Perreault) を獲得した。ペローはこの年、新人ながら38ゴール34アシストを挙げてカルダー記念賞（最優秀新人賞）を受賞したが、チームは24勝39敗15分でイースタンディビジョン5位であった。
1971-72シーズンには、リック・マーティンをドラフトで獲得、シーズン終盤には、ピッツバーグ・ペンギンズからトレードでルネ・ロベールを獲得、ペロー、マルタン、ロベールのフランス系カナダ人選手で組んだフォワードラインは、ファンから同名の映画にちなみ「フレンチ・コネクション」(The French Connection) と名付けられた。チームは16勝43敗19分でイースタンディビジョン6位であった。
1972-73シーズンには、ドラフトでディフェンスマンのジム・ショーンフェルド（Jim Schonfeld）を獲得、また大ベテランのティム・ホートン（Tim Horton）が加入してリーダーシップを発揮した。チームは37勝27敗14分で創立から3シーズン目にして初のプレーオフ進出を果たしたが、準々決勝で、この年スタンレー・カップ優勝のモントリオール・カナディアンズに2勝4敗で敗れた。
1973-74シーズンはペローが足の故障で8週間欠場、ゴーリーのロジャー・クロージャー（Roger Crozier）も膵炎でシーズン途中に離脱した。さらに2月20日のトロント・メープルリーフス戦を終えて、トロントからバッファローへ帰宅途中のホートンがセイバーズと契約した際にボーナスとして受け取ったデ・トマソ・パンテーラで事故を起こして亡くなった。ホートンは、飲酒運転に加えて、鎮痛剤を利用していた。チームは主力選手が欠場する中、プレーオフを逃したものの32勝34敗12分で5位となった。
1974-75のレギュラーシーズン、フレンチコネクションがそれぞれトップ10に入る得点をあげて、チーム全体では354得点をあげた。チームは49勝16敗15分で新設されたアダムズ・ディビジョンで1位となった。プレーオフではシカゴ・ブラックホークスを4勝1敗、カナディアンズを4勝2敗で破り、スタンレー・カップファイナルに進出した。フィラデルフィア・フライヤーズとのシリーズでは、アウェイで連敗した後、華氏90度の高温の中で行われたホームでの第3戦（濃霧の中で行われたため、後に「霧の試合」(Fog Game) と呼ばれるようになった。）で延長の末、初勝利をあげた。第4戦も勝利し、2勝2敗としたものの、スター・ゴーリーのバーニー・ペアレント (Bernie Parent) を擁するフライヤーズの前に2勝4敗で敗れた。
1975-76シーズンには、46勝21敗13分でディビジョン2位となった。ペローが113ポイントをあげるなど、フレンチコネクションの3人はいずれも86ポイント以上を獲得した。1月4日に行われたソ連のクリリヤ・ソビエトフとのエキシビションゲーム（スーパシリーズ）では、他の3チームがソビエトフに敗れる中、唯一NHLチームで勝利をあげた。プレーオフでは、セントルイス・ブルースを3勝2敗で破った後、準々決勝でニューヨーク・アイランダーズと対戦、2連勝の後、4連敗して敗れた。この年、加入したダニー・ゲア（Danny Gare）が50ゴールを挙げた。
1976-1977シーズン、48勝24敗8分でディビジョン2位となった。プレーオフ1回戦では、ミネソタ・ノーススターズを一蹴したが、2回戦でニューヨーク・アイランダーズに4連敗してシーズンを終えた。
1977-78シーズン、44勝19敗17分でディビジョン2位となった。プレーオフでは1回戦でニューヨーク・レンジャースを破った後、フライヤーズに1勝4敗で敗れた。
1978-79シーズン、シーズン途中にゼネラルマネージャーとヘッドコーチが解任されたが、暫定ヘッドコーチ就任から7連勝し、36勝28敗16分でディビジョン2位となった。プレーオフでは1回戦でペンギンズに敗れた。
1979-80シーズン、前シーズンまでモントリオール・カナディアンズを率いて4年連続でスタンレー・カップファイナルを制覇していたスコッティ・ボウマンがヘッドコーチ、ゼネラルマネージャーに就任した。ロベールがコロラド・ロッキーズ（後のニュージャージー・デビルス）にトレードされた。チームは47勝17敗16分でアダムズ・ディビジョンで1位となり、プレーオフではバンクーバー・カナックスを3勝1敗、ブラックホークスを4連勝で破り、準決勝に進んだが、ニューヨーク・アイランダーズに2勝4敗で敗れた。
1980-81シーズン、ボウマンがGMに専念することとなり、ロジャー・ニールソン（Roger Nielson）がヘッドコーチに就任、チームはペローが22試合で欠場する中、39勝20敗21分で2年連続ディビジョン1位となった。1981年3月11日にマルタンがロサンゼルス・キングスにトレードで放出された。プレーオフではカナックスに3連勝した後、ノーススターズに1勝4敗で敗れた。

### 1981-1982シーズンより1995-1996シーズン
1981-1982シーズン、ニールソンがカナックスのヘッドコーチに就任したため、ボウマンがヘッドコーチに復帰した。チームは11月を12勝5敗7分で終えたが、デトロイト・レッドウィングスとのトレードの後、ボウマンの代わりにアシスタントコーチがヘッドコーチに昇格、3月半ばに再度ボウマンがヘッドコーチに就任した。チームが混乱する中、39勝26敗15分でディビジョン3位となり、プレーオフに進出したが、ボストン・ブルーインズに1勝3敗で敗れた。
1982-83シーズン、38勝29敗13分でディビジョン3位となった。プレーオフではカナディアンズを3連勝で破った後、ブルーインズに3勝4敗で敗れた。
1983-84シーズン、ドラフト全体5位でトム・バラッソ（Tom Barrasso）を獲得、彼はカルダー記念賞とベジーナ賞に選ばれた。チームは48勝25敗7分でディビジョン2位となったが、プレーオフではケベック・ノルディックスに3連敗で敗れた。
1984-1985シーズン、ショーンフェルドがチームに復帰した。チームは38勝28敗14分でディビジョン3位となった。プレーオフ1回戦、ケベック・ノルディックスとの第5戦では残り9分で5-3とリードしていたが、立て続けに3点を失い敗れた。
1986年3月7日のデビルス戦でペローが通算500ゴールを達成した。チームは37勝37敗6分で12年ぶりにプレーオフを逃した。
1986-87シーズン、ペローが最初の14試合で9ゴールをあげた。11月24日、ペローが引退、5勝15敗3分となった12月2日、ボウマンGMが解任された。チームはNHLワーストの28勝44敗8分けで2年連続プレーオフを逃した。
1987-88シーズン、ドラフト全体1位でピエール・タージオン（Pierre Turgeon）を獲得、タージオンはチーム6位となる42ポイントをあげた。またデイブ・アンドレイチャックがチームトップの78ポイントをあげた。チームは37勝32敗11分で3年ぶりにプレーオフに進出、ブルーインズに2勝4敗で敗れてシーズンを終えた。
1988-89シーズン序盤、トム・バラッソをトレードしてダレン・パッパ（Darren Puppa）を獲得した。1989年1月27日、パッパが腕を骨折したため、控えのジャック・クルーティエ（Jacques Cloutier）でシーズンを戦った。3月にワシントン・キャピタルズからクリント・マラチャック（Clint Malarchuk）をトレードで獲得したものの、3月22日のブルース戦でマラチャックはスケートのエッジで、頸静脈を6インチ切る大怪我をした。トレーナーとチームドクターの素早い救命措置でマラチャックは一命を取り止め、翌日には退院した。チームは38勝38敗7分でディビジョン3位となり、プレーオフではブルーインズに敗れた。
1980年代、セイバーズのスター選手にはペローのほか、タフでかつ技巧を誇った Mike Foligno, ディフェンスのフィル・ハウズリー (Phil Housley)、左ウイングのデイブ・アンドレチャク (Dave Andreychuk) らがいた。しかし1980年代を通じて、たった2度しかプレーオフ第1ラウンドを突破することはできなかった。
1989年には、ベルリンの壁の崩壊に続いて、旧ソビエト連邦の若手トップ選手がNHLへと流入したが、セイバーズは、前年のドラフトで全体89位で指名したアレクサンドル・モギルニー (Alexander Mogilny) と契約を結んだ。モギルニーは43ポイントを獲得、タージオンがキャリア初の100ポイントを達成した。チームは45勝27敗8分でディビジョン2位となった。プレーオフ1回戦でカナディアンズに2勝4敗で敗れた。
1990年、ドラフト当日のトレードでウィニペグ・ジェッツからデール・ハワーチャック (Dale Hawerchuk) を獲得、彼はこのシーズン89ポイントをあげた。開幕から7試合で1勝もあげられなかったが、31勝30敗19分でディビジョン3位となりプレーオフに進出、1回戦でカナディアンズに敗れた。
1991-92シーズンも開幕から2勝5敗1分とスロースタートであったが、10月25日にアイランダーズからセンターのパット・ラフォンテーヌ (Pat LaFontaine) をトレードで獲得した。11月16日にラフォンテーヌはあごを骨折し、チームを離脱したが、12月21日に復帰、57試合の出場で93ポイントをあげる活躍を見せた。チームは31勝37敗12分でディビジョン3位、プレーオフではブルーインズに3勝4敗で敗れた。
1992-93シーズン、ラフォンテーヌとモギルニーがそれぞれ100ポイント以上をマーク、ラフォンテーヌはアメリカ生まれの選手としては最高の148ポイントをあげた。モギルニーはウィニペグ・ジェッツのテーム・セラニ (Teemu Selanne) と並ぶリーグトップタイの76ゴールをあげ、ラフォンテーヌは53ゴール、95アシストをあげた。その一方でチームは297失点を許し、38勝36敗10分でディビジョン4位となった。プレーオフでは1回戦で第1シードのブルーインズと対戦、4連勝で10シーズンぶりに1回戦を突破した。なお、ブルーインズとの第4戦の延長にブラッド・メイ (Brad May) が決勝点を挙げたときのベテランラジオアナウンサー Rick Jeanneret の実況「メイが決めた！」("May Day!") はリーグの語り草になっている。チームは2回戦でこの年スタンレー・カップ優勝のカナディアンズを相手に3試合で延長まで戦ったものの4連敗で敗退した。
1993-94シーズン、11月19日にラフォンテーヌがひざの負傷でシーズン絶望となった。またゴーリーのグラント・ファー（Grant Fuhr）もひざの手術をすることになり、6週間以上欠場することとなった。控えゴーリーのドミニク・ハシェックがこのチャンスをものにして、ベジーナ賞に選ばれる活躍を見せた。デビルスとのプレーオフ第6戦でハシェックは70本のシュートを打たれたがシャットアウト、味方もマーティン・ブロデューアからゴールを奪えず、延長5分43秒にマイク・ハナンがあげたゴールで3勝3敗のタイに持ち込んだが、第7戦では敗れた。
1994-95シーズン、NHLは4ヶ月ロックアウトが実施された。ハシェックはこの年もベジーナ賞を獲得した。ラフォンテーヌが22試合しか出場できなかったものの、チームは22勝19敗7分でプレーオフに進出、フィラデルフィア・フライヤーズに1回戦で敗れた。
1995-1996シーズン、モギルニーをカナックスにトレードした。チームはこの年33勝42敗7分でノースイースト・ディビジョン5位でプレーオフを逃した。このシーズンで本拠地メモリアル・オーディトリアムに別れを告げた。

### 1996-97シーズンより2004-05シーズン
1996年5月22日、シーモア・H・ノックス3世オーナーが亡くなった。シーズン序盤にラフォンテーヌが脳震盪でチームを離脱、ハシェックがベジーナ賞とハート記念賞を同時受賞する活躍を見せた。チームは40勝30敗12分でノースイースト・ディビジョン1位となった。プレーオフでハシェックは、スポーツライターのジム・ケリーともみ合い、出場停止処分を受けた。控えゴーリーのスティーブ・シールズ（Steve Shields）の活躍でオタワ・セネターズを4勝3敗で破り、2回戦に進んだが、フライヤーズに1勝4敗で敗れた。テッド・ノーランヘッドコーチは、ジャック・アダムス賞に選ばれたが解任された。
1997-98シーズン、リンディ・ラフがヘッドコーチに就任した。ハシェックは、ベジーナ賞とハート記念賞に選ばれる活躍を見せた。チームは36勝29敗17分でディビジョン3位となった。この年、ハシェックは長野オリンピックにチェコ代表で出場した。プレーオフではフライヤーズを4勝1敗、カナディアンズを4連勝で破り、イースタン・カンファレンス決勝に進出したが、キャピタルズに2勝4敗で敗れた。シーズン終了後、チームは売却された。このシーズン、セイバーズはハシェックをはじめ、エンフォーサーのマシュー・バーナビー (Matthew Barnaby)、左ウイングのミロスラフ・サタン (Miroslav Satan)、右ウイングのドナルド・オーデット (Donald Audette)、センターのマイケル・ペカ (Michael Peca) らベテラン選手がそれぞれの持ち場で力を発揮した。
1989-99シーズン、ハシェックは、3年連続、6年間で5度目となるベジーナ賞に選ばれた。チームは37勝28敗17分でディビジョン4位、プレーオフにイースタン第7シードで進出した。プレーオフ1回戦でディビジョン1位のセネターズを4連勝で破り、2回戦でブルーインズを4勝2敗で、カンファレンス決勝でトロント・メープルリーフスを4勝1敗で破った。ダラス・スターズとのスタンレー・カップファイナルでは、第1戦を延長の末、ジェイソン・ウーリーの決勝ゴールで3-2で勝利した。第2戦に敗れ、第3戦も地元で1-2と敗れた後、第4戦は2-1で勝利したが、第5戦は敗れて2勝3敗で迎えた第6戦、トリプルオーバータイムの末、ブレット・ハルに決勝点を許し、2勝4敗で敗れた。ただし、決勝ゴールの際ハルのスケートが明らかにゴール・クリーズ（ゴールネット前のエリア）を犯しており、1999年当時のホッケーのルール上は攻撃側選手がこのエリアにいる場合のゴールは無効とされていたため、スターズの勝利は物議を醸した。その当時スターズの地元紙『ダラス・モーニング・ニュース』(Dallas Morning News) のホッケー担当記者だったキース・ゲイヴ (Keith Gave) ですらも、このゴールの妥当性に疑問を呈したほどであった。40ゴールを決めたサタンに加え、新たにピッツバーグ・ペンギンズからセンターのスチュ・バーンズ (Stu Barnes)、またキャピタルズからジョー・ジュノー (Joe Juneau) を獲得した。ミハル・グロセク (Michael Grosek) は自身最高のシーズン成績を収めた。
1999-2000シーズン、ハシェックが怪我のため35試合の出場にとどまり、新人のマーティン・ビロン (Martin Biron) が多くの試合に出場した。チームはカロライナ・ハリケーンズをわずか1ポイント差で上回り、プレーオフ出場を果たしたが、フライヤーズに1勝4敗で敗れた。
2000-01シーズン、ハシェックが怪我から復帰し、ベジーナ賞を獲得した。キャプテンのマイケル・ペカ (Michael Peca)が契約のこじれからホールドアウトを行った。チームはディビジョン2位でプレーオフに進出、プレーオフ1回戦でフライヤーズを4勝2敗で破った。2回戦進出を決めた試合では8対1と完璧な勝利を収めたが、ペンギンズとの2回戦では地元で連敗した後、敵地ピッツバーグで連勝、ホームの第5戦も勝利して、シリーズ優勝まであと1勝となったが、第6戦、第7戦をいずれも落として敗れた。第7戦ではダブルオーバータイム終盤、ダリウス・カスパライティス (Darius Kasparaitis) に決勝ゴールを許した。
2001-02シーズン開幕前には、ペカをニューヨーク・アイランダーズにトレードした。またハシェックとの長期に渡る契約交渉も不調に終わって、セイバーズはハシェックをデトロイト・レッドウィングスにトレードした。チームは6シーズンぶりにプレーオフ進出を逸した。
2002年7月、チームオーナーで Adelphia Communications のCEOでもあるジョン・ライガス (John Rigas) が、同社から10億ドル以上の資金を業務上横領した容疑で逮捕されるなど、チームを取り巻く環境が急激に悪化していった。このためチームは短期間リーグによって管理運営された後、2003年1月には破産申請をし、その後ニューヨーク州ロチェスター在住の富豪で、ニューヨーク州知事選候補者であったトム・ゴリサーノ (Tom Golisano) に9200万ドルで買収された。
この後チームは混乱からの脱却を図り、ダニエル・ブリア (Daniel Briere)、デレク・ロイ (Derek Roy)、ロリー・フィッツパトリックら若手の登場・躍進も見られた。
2003-04シーズン、カルガリー・フレームスからクリス・ドュリューリー (ChrisDrury) を獲得した。チームはシーズン前半の不振から後半持ち直したものの、レベルの高いノースイースト・ディビジョン最下位に終わり、プレーオフ進出を逸した。
2004-05シーズンはロックアウトによりNHLの試合開催が中止された。

### 2005-06シーズン以降
2005-06シーズンはゴーリーライアン・ミラーや30ゴールをあげたフォワードクリス・ドュリューリーなどの活躍で、52勝24敗6延長戦負けというイースタン・カンファレンストップの好成績を残し、リンディ・ラフコーチは、ジャック・アダムス賞を受賞した。プレーオフでは1回戦でフライヤーズを4勝2敗で下し、2回戦もオタワ・セネターズを4勝1敗で下した。しかし、カロライナ・ハリケーンズとのカンファレンス決勝までの間に怪我人が増え、第6戦ではジェイ・マッキーも怪我人になった。第7戦は4対2で負けてシーズンが終わった。オフにフォワードのジャン・ピエール・デュモン (Jean-Pierre Dumont)、ディフェンスのマッキーらを放出し、ディフェンスにヤロスラブ・スパッチェク (Jaroslav Spacek) を加えた。
2006-07シーズン、セイバーズは新しいホームジャージ、アウェイジャージを採用し、チームロゴもそれまでのレッドアイバッファローから黄色・青を基調としたバッファローのロゴに変更され、チームカラーも変更された。チームは開幕から10連勝するなど、15勝1敗1延長戦負けというロケットスタートを切った。勝ち点113（53勝22敗7延長戦負け）でプレジデンツトロフィーを獲得、第1シードでプレーオフに進出し、ニューヨーク・アイランダーズを4勝1敗、ニューヨーク・レンジャースを4勝2敗で破ってカンファレンス決勝まで駒を進めたが、セネターズに敗れて2年連続でカンファレンス決勝で姿を消し、スタンレーカップファイナル進出を逃した。オフ、キャプテンを務めていたダニエル・ブリアがフライヤーズ、クリス・ドュリューリーがレンジャースに移籍した。
2007-08シーズン、中心選手2人を失ったチームは、39勝31敗12延長戦負けでシーズンを終えて、プレーオフを逃した。
2008-09シーズン、ティム・コノリーと2年420万ドルで契約を延長した。また、フェニックス・コヨーテズからミカエル・テルクヴィスト (Mikael Tellqvist) を、ドミニク・ムーア (Dominic Moore) をトロント・メープルリーフスから獲得、アレス・コタリック をエドモントン・オイラーズにトレードした。チームは41勝32敗9延長戦負けで、わずか2ポイント差でプレーオフを逃した。
2009-10シーズン、ゴーリーのライアン・ミラーは、アメリカ代表としてバンクーバーオリンピックに出場し、決勝の延長に、シドニー・クロスビーにゴールを決められたものの銀メダルを獲得した。この年チームは45勝27敗10延長戦負けで、ミラーがベジーナ賞に、ディフェンスマンのタイラー・マイヤーズ (Tyler Myers)がカルダー記念賞に選ばれた。プレーオフではボストン・ブルーインズに2勝4敗で敗れた。
2010-11シーズン、2月に、チームキャプテンのクレイグ・リヴェイ (Craig Rivet) をウェーバーし、彼はコロンバス・ブルージャケッツに入団した。2月23日、テリー・ペグラが1億8900万ドルでチームを買収したこと、チームをバッファローから移転させないことを発表した。この年、チームは43勝29敗10延長戦負けで、プレーオフに進出、プレーオフではミラーが2試合で完封する活躍を見せたが、3勝4敗で敗れた。
2011-12シーズン、開幕前にジェイソン・ポミンビル (Jason Pominville) をキャプテンに指名した。ヨーロッパで開幕したこのシーズン、アナハイム・ダックスをヘルシンキで、ロサンゼルス・キングスをベルリンで破った。11月12日のボストン・ブルーインズ戦でゴーリーのミラーが脳震盪を起こし、その後9試合に欠場、続く33試合でわずか9勝しかあげられなかった。3月には14勝1敗3延長戦負けと好成績をあげたが、チームは39勝32敗11延長戦負けで、3ポイント差でプレーオフを逃した。
2012-13シーズン、開幕前の7月にデレック・ロイ (Derek Roy) とのトレードで、ダラス・スターズからスティーブ・オット (Steve Ott) を獲得した。このシーズンからロックアウトで3ヶ月開幕が遅れて、48試合となったレギュラーシーズンでは、2月20日に16シーズンチームの指揮を執ったリンド・ラフヘッドコーチが解任され、ロン・ロルストン (Ron Rolston)が後任となった。トレード期限に、ジョーダン・レオポルド (Jordan Leopold) をセントルイス・ブルースに、ロビン・レゲエ (Robyn Regehr) をロサンゼルス・キングスに、キャプテンのポミンビルをミネソタ・ワイルドに放出してドラフト指名権を獲得、チームの再建に乗り出した。チームは4月に8勝したものの、21勝21敗6延長戦負けで、ノースイースト・ディビジョン最下位に終わった。
2013-14シーズン、10月27日にトーマス・ヴァネック (Thomas Vanek)をニューヨーク・アイランダースにトレードした。チームは最初の20試合で4勝15敗1延長戦負となり、11月13日にロルストンコーチは解任されて、テッド・ノーラン (Ted Nolan) が後任となった。ホッケーの殿堂入りしているラフォンテーヌを球団社長に、ティム・マレーをGMに迎えた。11勝25敗4延長戦負けで新年を迎えたチームは、1月にわずか4勝しかできず、ソチオリンピックによる中断を迎えた。ゴーリーのミラーとキャプテンのオットがセントルイス・ブルースにトレードされた。シーズン最後の20試合で2勝に終わるなど、21勝51敗10延長戦負けでシーズンを終えた。
2020-21シーズンは2月17日の対ニュージャージー・デビルズ戦から3月29日の対フィラデルフィア・フライヤーズ戦まで、NHLワーストタイとなる18連敗を喫するなど、15勝34敗7延長戦負けの勝ち点37で東地区の最下位に沈み、プレーオフ進出を逃した。
2021-22シーズンは32勝39敗11延長戦負けで地区5位に終わり、11年連続でプレーオフに進出できず、NHLワースト記録を更新した。
2022-23シーズンは42勝33敗7延長戦負けで12年ぶりのレギュラーシーズン勝ち越しを果たしたが、12年連続でプレーオフに進出できなかった。
2023-24シーズンは39勝37敗6延長戦負けの地区6位でイースタンカンファレンスのワイルドカード争いでも6位となり、13年連続でプレーオフ進出を逃した。シーズン中の2024年4月2日にジェフ・スキナーがNHL史上初めて、プレーオフ出場経験が無いまま通算1,000試合出場を達成した。

## 主な人物

### ホッケーの殿堂
選手
- ティム・ホートン, D, 1972–74, 1977年推薦
- ジルベール・ペロー, C, 1970–87, 1990年推薦
- デール・ハワーチャック, C, 1990–95, 2001年推薦
- クラーク・ジャイルス, C, 1986–88, 2002年推薦
- パット・ラフォンテーヌ, C, 1991–97, 2003年推薦
- グラント・ファー, G, 1993–95, 2003年推薦
- ディック・ダフ, C, 1970–72, 2006年推薦
- ダグ・ギルモア, C, 2000–01, 2011年推薦
- ドミニク・ハシェック, G, 1992–2001, 2014年推薦

ビルダー
- ジョージ・イムラック, ヘッドコーチ/GM, 1970–78, 1984年推薦
- スコッティ・ボウマン, ヘッドコーチ/GM, 1980–87, 1991年推薦
- シーモア・H・ノックス3世, オーナー（チーム共同創設者）, 1970–96, 1993年推薦
- ロジャー・ニールソン, アシスタント/ヘッドコーチ, 1979–81, 2002年推薦

フォスター・ヒューイット・メモリアル賞（ブロードキャスター）
- テッド・ダーリング, 1970–92, 1994年推薦
- リック・ジャンヌレ, 1971–2016, 2012年推薦
- ハリー・ニール, 2007–13, 2013年推薦

エルマー・ファーガソン・メモリアル賞（スポーツライター）
- Charlie Barton (Buffalo Courier-Express), 1985年推薦
- Dick Johnston (バッファロー・ニューズ), 1986年推薦
- ジャック・ゲートクリフ (セントキャサリンズ・スタンダード), 1995年推薦
- ジム・ケリー (バッファロー・ニューズ), 1981–2010, 2004年推薦

### 永久欠番
| 背番号 | 選手名                 | ポジション | 所属      | 永久欠番となった年月日 |
| ------ | ---------------------- | ---------- | --------- | ---------------------- |
| 2      | ティム・ホートン       | D          | 1972–74   | 1996年1月15日          |
| 7      | リック・マーティン     | LW         | 1971–81   | 1995年11月15日         |
| 11     | ジルベール・ペロー     | C          | 1970–87   | 1990年10月17日         |
| 14     | ルネ・ロベール         | RW         | 1972–79   | 1995年11月15日         |
| 16     | パット・ラフォンテーヌ | C          | 1991–97   | 2006年3月3日           |
| 18     | ダニー・ゲア           | RW         | 1974–81   | 2005年11月22日         |
| 30     | ライアン・ミラー       | G          | 2012-14   | 2023年1月19日          |
| 39     | ドミニク・ハシェック   | G          | 1992–2001 | 2015年1月13日          |

- マーティン・ビロンが着用したのを最後に背番号00は、全NHLチームに許可されていない。
- アレクサンドル・モギルニーが着用していた89番は永久欠番となっていないが、彼以降着用した選手はいない[25]